# В'єтнамська крижана кава
В'єтнамська крижана кава (в'єт. Cà phê đá, «крижана кава», різновид: в'єтнамська крижана кава з молоком (в'єт. Cà phê sữa đá)) — традиційний в'єтнамський напій, виготовлений з меленої кави темного обсмаження, який пропускається через фільтр в чашку зі згущеним молоком, після чого в напій додається лід.

## Історія напою
Кава була завезена до В'єтнаму французькими колоністами в XIX столітті. У зв'язку з браком свіжого молока, місцеве населення почало замінювати його згущеним.
В'єтнамські емігранти пізніше ввели практику додавання до холодної каву цикорію. У такому вигляді «В'єтнамська крижана кава» відома в США.